# Tripoconidium aphanophagum
Tripoconidium aphanophagum är en svampart som först beskrevs av Drechsler, och fick sitt nu gällande namn av Chirayathumadom Venkatachalier Subramanian 1978. Tripoconidium aphanophagum ingår i släktet Tripoconidium, divisionen sporsäcksvampar och riket svampar.   Inga underarter finns listade i Catalogue of Life.